# It's Too Late
"It's Too Late" is een nummer van de Amerikaanse singer-songwriter Carole King. Het nummer werd uitgebracht op haar album Tapestry uit 1971. In april van dat jaar werd het nummer, samen met "I Feel the Earth Move", uitgebracht als de eerste single van het album.

## Achtergrond
De muziek van "It's Too Late" is geschreven door King, terwijl de tekst is geschreven door Toni Stern. Het is geproduceerd door Lou Adler. De tekst gaat over het einde van een relatie, waarbij geen van beide personen schuld heeft. Het thema wordt versterkt doordat het nummer in mineur is geschreven. Stern schreef de tekst in een dag, na het einde van haar relatie met James Taylor.
"It's Too Late" werd uitgebracht als dubbele A-kant met "I Feel the Earth Move". De single bereikte de eerste plaats in de Amerikaanse Billboard Hot 100 en werd ook in Canada een nummer 1-hit. In de Verenigde Staten werd het, na "Joy to the World" van Three Dog Night en "Maggie May"/"Reason to Believe" van Rod Stewart, de op twee na best verkochte single van 1971. In Australië, Ierland, Nieuw-Zeeland en het Verenigd Koninkrijk werd het een top 10-hit. In Nederland werd de Top 40 niet bereikt en bleef de single steken op de negende plaats in de Tipparade. De single won in 1972 een Grammy Award in de categorie Record of the Year. In 2004 zette het tijdschrift Rolling Stone het nummer op plaats 469 in hun lijst The 500 Greatest Songs of All Time; in de update uit 2010 is het uit deze lijst verdwenen.
"It's Too Late" werd gebruikt in de films Fandango (1985), The Lake House (2006) en Invincible (2006). Daarnaast verscheen een cover door Asha in de film Chicken Little uit 2005. Andere covers zijn afkomstig van onder meer Dina Carroll, China Crisis, Chris Colfer met Darren Cris (in de televisieserie Glee), Culture Beat, Gloria Estefan (in 1995 uitgebracht als single), Amy Grant, Isaac Hayes, Bobbi Humphrey, The Isley Brothers, Denise LaSalle, Billy Paul en The Stylistics.

## NPO Radio 2 Top 2000
| Nummer met noteringen in de NPO Radio 2 Top 2000 | '99  | '00 | '01  | '02  | '03  | '04  | '05  | '06  | '07  | '08  | '09  | '10  | '11  | '12  | '13  | '14  |
| ------------------------------------------------ | ---- | --- | ---- | ---- | ---- | ---- | ---- | ---- | ---- | ---- | ---- | ---- | ---- | ---- | ---- | ---- |
| It's Too Late                                    | 1615 | -   | 1301 | 1279 | 1503 | 1767 | 1650 | 1753 | 1779 | 1669 | 1782 | 1673 | 1824 | 1695 | 1921 | 1967 |

1. ↑  Een '-' betekent dat het nummer niet was genoteerd en een vetgedrukt getal geeft de hoogste notering aan.
2. ↑  Deze tabel is bijgewerkt tot en met de laatste editie (2024).